# 버트레스

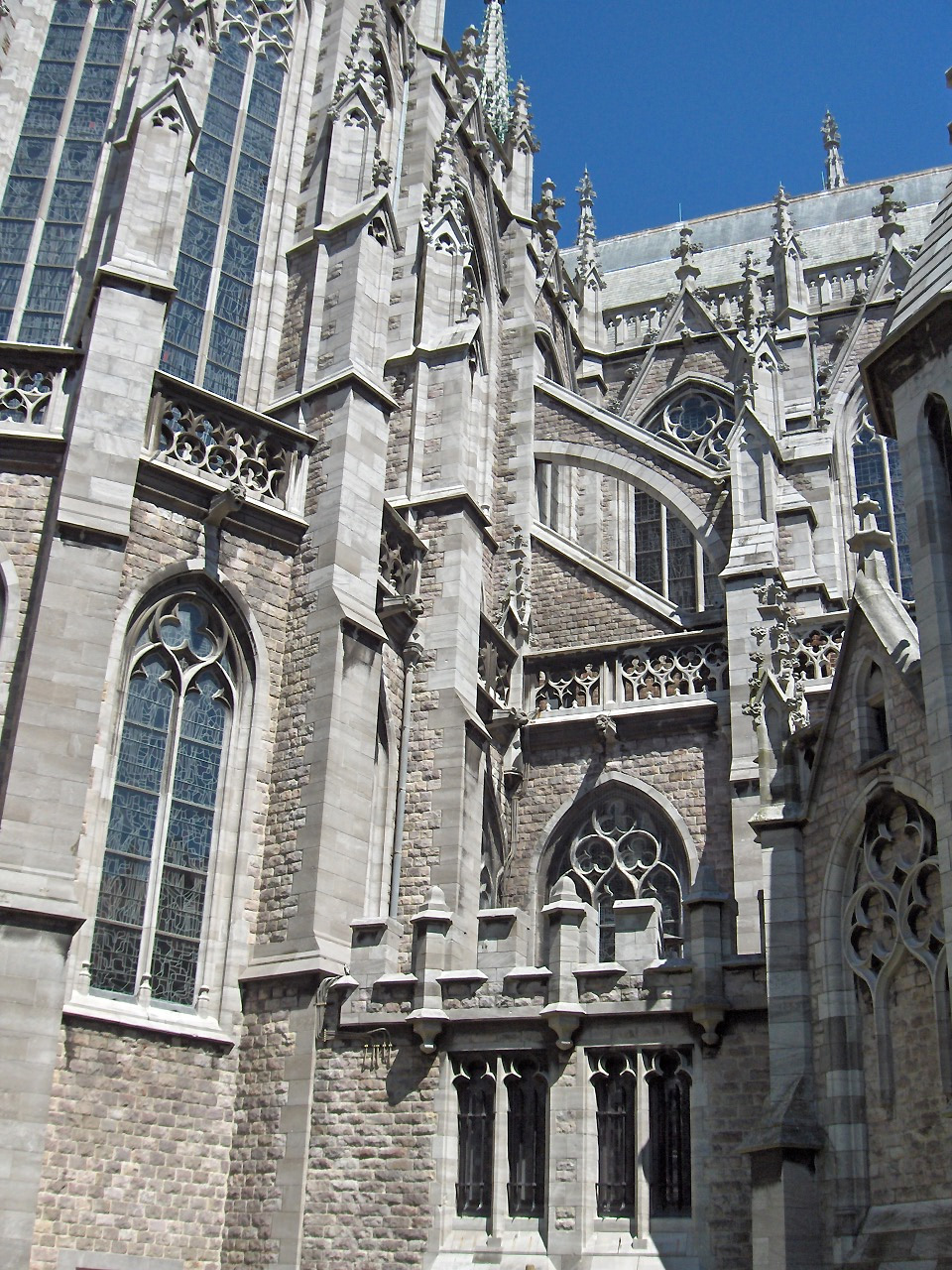

버트레스(buttress)는 벽 또는 면에 대하여 직각으로 만들어진 콘크리트 또는 석조 피어이며, 지지하는 벽이나 면에 반대쪽에서 작용하는 압력을 지지한다.

## 같이 보기
- 버팀도리
- 옹벽